# نيفيل هايز
نيفيل هايز (بالإنجليزية: Neville Hayes) هو سباح أسترالي، (ولد في Hurstville ‏ في أستراليا 1943 – 2022 م)

## روابط خارجية
- نيفيل هايز على موقع الاتحاد الدولي للسباحة (الإنجليزية)
- نيفيل هايز على موقع أوليمبيديا (الإنجليزية)
- نيفيل هايز على موقع اللجنة الأولمبية الأسترالية (الإنجليزية)
- نيفيل هايز على موقع اتحاد ألعاب الكومنولث (مؤرشف) (الإنجليزية)